# دهستان سه‌قلعه
سه‌قلعه دهستانی در بخش سه‌قلعه شهرستان سرایان استان خراسان جنوبی ایران است. بر پایهٔ سرشماری عمومی نفوس و مسکن در سال ۱۳۹۰، جمعیت این دهستان ۳٬۳۷۴ نفر (در ۹۵۰ خانوار) بوده‌است.